# Leeward Islands
Leeward Islands er en øgruppe i Caribien der består af de nordlige øer i de Små Antiller. Kæden af øer starter øst for Puerto Rico og går mod syd til Dominica. De danner en del af grænsen mellem det Caribiske Hav og Atlanterhavet. Mod syd fortsætter kæden de Små Antiller med Windward Islands.

## Øerne
Fra nordvest til sydøst, er øerne:
- Spanske Jomfruøer: Vieques, Culebra (Puerto Rico USA)
- Amerikanske Jomfruøer: Sankt Thomas, Sankt Jan, Sankt Croix, Water Island (USA)
- British Virgin Islands: Jost Van Dyke, Tortola, Virgin Gorda, Anegada (UK)
- Anguilla (UK)
- Saint Martin/Sint Maarten (Frankrig/Holland)
- Saint-Barthélemy (Fr.)
- Saba (Holland)
- Sint Eustatius (Holland)
- Saint Kitts (Commonwealth, danner en stat under British Crown med Nevis)
- Nevis (Commonwealth; se St. Kitts)
- Barbuda (Commonwealth; se Antigua)
- Antigua (Commonwealth, danner en stat under British Crown med Barbuda)
- Redonda (ubeboet del af Antigua & Barbuda; se ovenfor)
- Montserrat (UK)
- Guadeloupe (fransk oversøisk departement)
- la Désirade (del af Guadeloupe, Fr.)
- Îles des Saintes (del af Guadeloupe, Fr.)
- Marie-Galante (del af Guadeloupe, Fr.)
- Dominica (Commonwealth)

## Eksterne kilder og henvisninger
- Wikimedia Commons har flere filer relateret til Leeward Islands
- Digital Library of the Caribbean−dloc.org: "The Leeward Islands Gazette" Arkiveret 16. september 2017 hos  Wayback Machine — freely−openly available, with full page images and searchable text.
- Digital Library of the Caribbean−dloc.org: "Antigua, Montserrat and Virgin Islands Gazette" Arkiveret 17. juli 2017 hos  Wayback Machine — openly−freely available, with searchable text and full page images.

17°05′00″N 61°48′00″V / 17.0833°N 61.8°V